# 吉米·帕卓尼斯
小吉米·西奥·帕卓尼斯（英語：Jimmy Theo Patronis Jr.，1972年4月13日—）是美国共和党籍政治人物，自2017年以来担任佛罗里达州第四任及现任首席财务官。在此之前，他于2015年至2017年担任佛罗里达公共服务委员会委员。而在2006年至2014年间，他担任佛罗里达州众议院第六选区（包括巴拿马城及贝县南部部分地区）议员。此外他还曾于1998年至2003年担任佛罗里达州选举委员会委员。
帕卓尼斯是2025年佛罗里达州第一国会选区特别选举的共和党提名候选人，他的竞选得到了唐纳德·特朗普总统的支持。

## 早年生活及教育
帕卓尼斯于1972年4月13日出生在佛罗里达州巴拿马城，他在墨西哥湾沿岸社区学院学习并于1994年获得餐饮管理副学士学位。随后他在佛罗里达州立大学学习政治科学，于1996年毕业并获得本科学位。在佛罗里达州立大学就读期间，帕特罗尼斯曾在佛罗里达州参议院和英国下议院担任实习生。

## 职业生涯
他于1998年毕业后被州长劳顿·查尔斯任命为佛罗里达州选举委员会成员，2001年又获杰布·布什州长再度任命，并一直任职至2003年。此外帕卓尼斯还于2004年至2006年担任贝县机场管理局主席。

### 佛罗里达州众议员

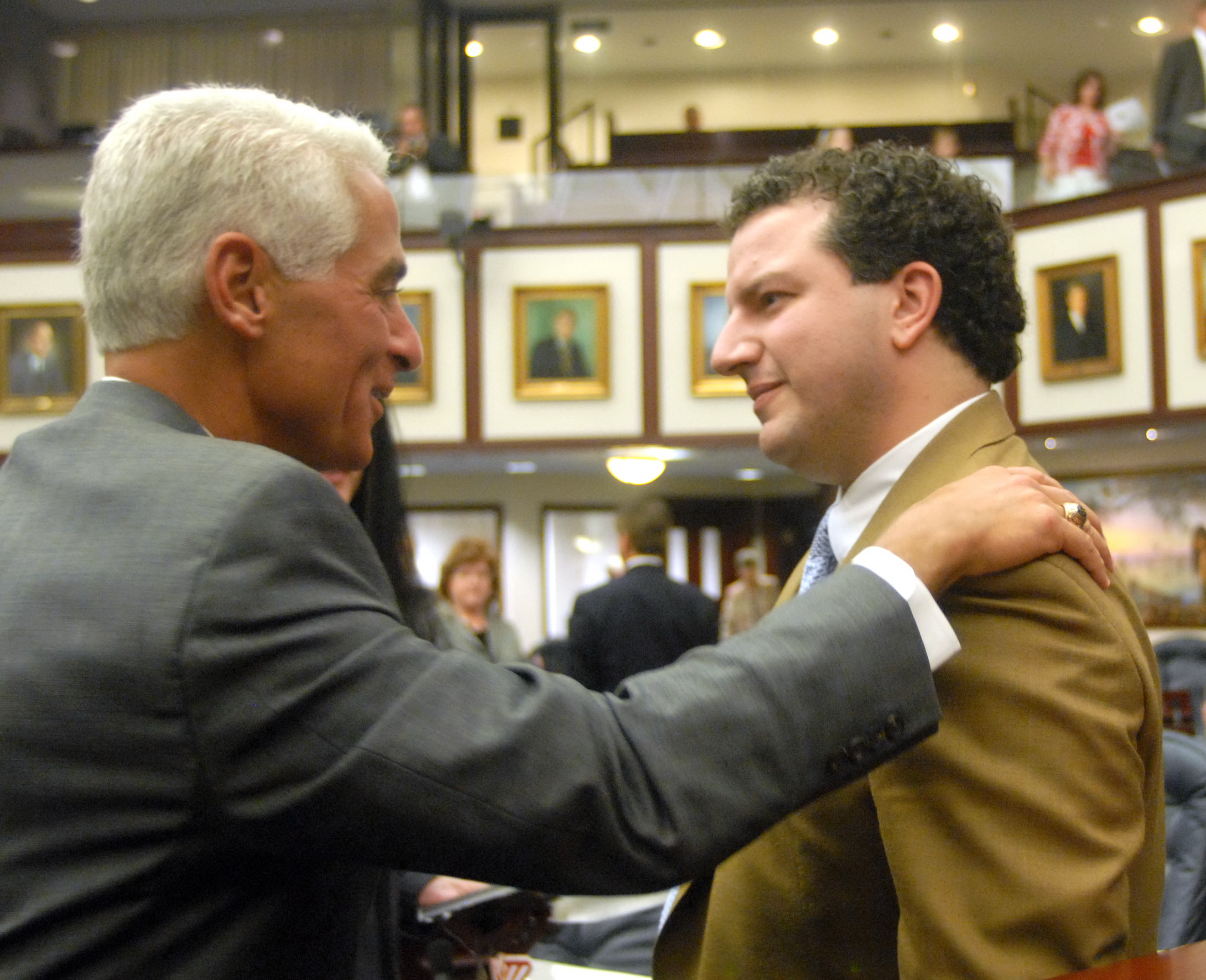
2008年，帕卓尼斯与时任州长查理·克里斯特特在众议院会议厅

由于任期限制，佛罗里达州众议院议长艾伦·本泽2006年无法再度寻求连任。帕卓尼斯竞选接替他第六选区席位，该选区包括湾县、贝县南部和富兰克林县西部。帕卓尼斯在共和党初选中以39%的得票率获胜，击败了李·沙利文、卡梅伦·弗洛伊德·斯金纳和比尔·费舍尔。在决选中，帕卓尼斯以67%的得票率战胜了民主党候选人贾尼斯·卢卡斯。2008年，他在没有对手的情况下成功连任。2010年，他以78%的得票率击败了民主党候选人约翰·麦克唐纳。